# Nakanune (film)
Nakanune (Накануне) è un film del 1959 diretto da Vladimir Michajlovič Petrov.